# Host Hotels & Resorts
Host Hotels & Resorts, Inc. – amerykański typ funduszu inwestycyjnego (REIT), inwestujący w hotele. Firma posiada 80 ekskluzywnych hoteli, zawierających 46 670 pokoi. 75 hoteli znajduje się w Stanach Zjednoczonych, pięć stoi w Brazylii i Kanadzie. 33 hotele posiadają więcej niż 500 pokoi (20 lutego 2020). Notowana jest na giełdzie NYSE.

## Historia
W 1897 czterech braci Van Noy z Kansas City w stanie Missouri założyli firmę Van Noy Railway News and Hotel Company w celu prowadzenia kiosków z gazetami wzdłuż jednej z pierwszych linii kolejowych w Stanach Zjednoczonych Missouri Pacific Railroad, oraz wzdłuż innych regionalnych linii. Z biegiem lat firma rozszerza swoją działalność o usługi hotelarskie. Po kilku zmianach nazwy firmy, w roku 1968 nazwa brzmi Host International Company. W 1982 firma staje się częścią Marriott Corporation. Jedenaście lat później Marriott Corporation dzieli swoją działalność na dwie firmy: Marriott International oraz Host Marriott. Nowa firma, podobnie jak jej poprzedniczka, zarządzała koncesjami na lotniskach i wzdłuż autostrad międzystanowych. Działalność koncesyjna została wydzielona jako Host Marriot Services lub HMSHost. Po zbyciu niehotelowej działalności firmy oraz reorganizacji w firmę Real Estate Investment Trust, w 2006 przyjęła swoją obecną nazwę.

## Hotele
Fundusz jest w posiadaniu 80 hoteli w Stanach Zjednoczonych, Brazylii oraz Kanadzie (20 lutego 2020).
| Marka hotelu                 | Liczba hoteli | Liczba pokoi |
| ---------------------------- | ------------- | ------------ |
| Marriott International       |               |              |
| Autograph Collection         | 1             | 277          |
| JW Marriott                  | 4             | 1909         |
| The Luxury Collection        | 2             | 1152         |
| Marriott Hotels & Resorts    | 30            | 20506        |
| The Ritz-Carlton             | 5             | 1893         |
| Sheraton                     | 3             | 3370         |
| St. Regis Hotels & Resorts   | 1             | 232          |
| Westin                       | 10            | 5077         |
| W Hotels                     | 2             | 729          |
| RAZEM MARRIOTT INTERNATIONAL | 58            | 35145        |
| Hyatt                        |               |              |
| Andaz Hotels                 | 1             | 301          |
| Grand Hyatt                  | 4             | 3632         |
| Hyatt Place                  | 1             | 426          |
| Hyatt Regency                | 5             | 3405         |
| RAZEM HYATT                  | 11            | 7764         |
| Hilton Worldwide             |               |              |
| Curio Collection by Hilton   | 1             | 391          |
| Embassy Suites by Hilton     | 1             | 455          |
| Hilton Hotels & Resorts      | 1             | 223          |
| RAZEM HILTON WORLDWIDE       | 3             | 1069         |
| Accor                        |               |              |
| Fairmont Hotels and Resorts  | 1             | 450          |
| ibis                         | 1             | 256          |
| Novotel                      | 1             | 149          |
| Swissôtel Hotels & Resorts   | 1             | 662          |
| RAZEM ACCOR                  | 4             | 1517         |
| RAZEM INNE / NIEZALEŻNE      | 4             | 1175         |
| RAZEM                        | 80            | 46670        |

| Lokalizacja       | Liczba hoteli |
| ----------------- | ------------- |
| Stany Zjednoczone |               |
| Arizona           | 3             |
| Floryda           | 11            |
| Georgia           | 4             |
| Hawaje            | 4             |
| Illinois          | 4             |
| Kalifornia        | 16            |
| Kolorado          | 3             |
| Luizjana          | 1             |
| Maryland          | 1             |
| Massachusetts     | 3             |
| Minnesota         | 1             |
| New Jersey        | 2             |
| Nowy Jork         | 3             |
| Ohio              | 1             |
| Pensylwania       | 2             |
| Teksas            | 6             |
| Waszyngton        | 2             |
| Waszyngton, D.C.  | 5             |
| Wirginia          | 3             |
| Brazylia          | 3             |
| Kanada            | 2             |
| RAZEM             | 80            |